# Sumidero sumidero
Sumidero sumidero är en mångfotingart som beskrevs av Shear 1982. Sumidero sumidero ingår i släktet Sumidero och familjen Fuhrmannodesmidae. Inga underarter finns listade i Catalogue of Life.